# Paradaemonia glaucescens
Paradaemonia glaucescens är en fjärilsart som beskrevs av Walker 1855. Paradaemonia glaucescens ingår i släktet Paradaemonia och familjen påfågelsspinnare. Inga underarter finns listade i Catalogue of Life.